# Michael S. Rogers
Pour les articles homonymes, voir Michael Rogers et Rogers.
Michael S. Rogers, né le 31 octobre 1959 à Chicago, est un amiral de la marine américaine, commandant de la Dixième flotte des États-Unis de 2009 à 2014 et occupant le poste de directeur de la National Security Agency (NSA) et de commandant du United States Cyber Command (USCYBERCOM) de 2014 à 2018.

## Biographie
Entré dans l'armée en 1981, il est notamment déployé lors de l'invasion de la Grenade et dans la Force multinationale de sécurité à Beyrouth. En janvier 2014, le président Barack Obama le nomme pour succéder au général Keith B. Alexander dans le double rôle de directeur de la NSA et de commandant de l'USCYBERCOM. Il le reste jusqu'en mai 2018, date à laquelle il est remplacé par le général Paul M. Nakasone.